# 杰克·凯利斯
约翰·E·凯利斯（英語：John E. Kerris，1925年1月30日—1983年12月4日），美国NBA联盟前职业篮球运动员。他在1949年的NBA选秀中第1轮第9顺位被芝加哥牡鹿选中。